# 31859 Zemaitis
31859 Zemaitis este o planetă minoră (asteroid) din centura de asteroizi. A fost descoperită pe 10 martie 2000 la Experimental Test Site⁠(d) de Lincoln Near-Earth Asteroid Research. 
Obiectul prezintă o orbită caracterizată de o semiaxă mare de 2,3917955 UAi, o excentricitate de 0,17, o înclinație de 2,33006 ° în raport cu ecliptica.